# NBC News
A NBC News é o departamento de jornalismo da rede de televisão estadunidense NBC, operando sob o NBCUniversal Media Group, parte da NBCUniversal, subsidiária da Comcast. A divisão é chefiada pela presidente Rebecca Blumenstein. O NBCUniversal News Group inclui ainda o canal de televisão por assinatura de notícias MSNBC, os canais de economia CNBC e CNBC World, o canal em espanhol Noticias Telemundo e o britânico Sky News.
A NBC News transmitiu o primeiro programa de notícias regular da história da televisão estadunidense em 21 de fevereiro de 1940. Seus programas são produzidos no 30 Rockefeller Plaza, sede da NBCUniversal em Nova York. Entre os principais conteúdos da divisão estão o telejornal noturno NBC Nightly News, o programa matinal pioneiro Today e o dominical Meet the Press, o programa de entrevistas mais antigo da televisão estadunidense. A NBC News também disponibiliza online 70 anos de imagens históricas raras do NBCUniversal Archives. Além disso, mantém o site oficial NBCNews.com.

## História
A primeira transmissão regular de notícias da televisão americana ocorreu em 21 de fevereiro de 1940, pela NBC News, apresentada por Lowell Thomas e exibida apenas em Nova York.
Em junho de 1940, a NBC transmitiu ao vivo a Convenção Nacional Republicana da Filadélfia, usando retransmissões para Nova York e Schenectady, formando um dos primeiros programas em rede da NBC. Devido à Segunda Guerra, as convenções de 1944 não foram transmitidas ao vivo, mas filmes dos eventos foram exibidos no dia seguinte.
Após a guerra, o NBC Television Newsreel exibia destaques filmados com narração. Em 1948, com patrocínio da Camel Cigarettes, passou a se chamar Camel Newsreel Theatre e, em 1949, com John Cameron Swayze como apresentador, virou Camel News Caravan.
Também em 1948, a NBC se associou à revista Life para cobrir a vitória do presidente Harry S. Truman sobre Thomas E. Dewey, dobrando a audiência de qualquer outra emissora em Nova York.
O Camel News Caravan introduziu elementos dos noticiários modernos, e a NBC contratou suas próprias equipes de filmagem, superando a concorrência da CBS. Em 1950, David Brinkley tornou-se correspondente em Washington, ganhando destaque em 1956 ao ser pareado com Chet Huntley. Em 1955, o programa perdeu audiência para o Douglas Edwards with the News e, em 1956, foi substituído pelo Huntley-Brinkley Report.
A emissora destacou-se na cobertura do movimento pelos direitos civis, da corrida espacial e de eventos históricos, como o assassinato do presidente John F. Kennedy, transmitindo 71 horas de notícias ininterruptas sobre o ocorrido.
O principal telejornal da NBC, atualmente chamado NBC Nightly News, recebeu esse nome em 3 de agosto de 1970, após a aposentadoria de Chet Huntley. Nos anos 1970, o programa alternou âncoras e manteve-se como segunda opção em audiência, atrás da CBS e da ABC. Tom Brokaw tornou-se âncora principal em 1983, e sob seu comando a NBC retomou a liderança em audiência no final dos anos 1980 e novamente em 1996. Brian Williams assumiu em 2004, sendo substituído por Lester Holt em 2015, após suspensão de Williams por relato impreciso sobre a invasão do Iraque em 2003.
Em 1993, o programa investigativo Dateline NBC veiculou matéria sobre a segurança de caminhões da General Motors, usando imagens manipuladas, o que levou a um processo de difamação, solucionado no mesmo dia.
Em novembro de 1995, a NBC News firmou acordo com a emissora alemã ZDF para compartilhamento de recursos de jornalismo, realocando seu escritório em Frankfurt para Mainz.
Em 22 de outubro de 2007, o Nightly News passou a ser transmitido em estúdio de alta definição (Studio 3C) nos NBC Studios, reunindo as operações de NBC News e MSNBC no mesmo complexo.
Durante a Grande Recessão, a NBC Universal pediu à NBC News que economizasse US$ 500 milhões, resultando na demissão de vários repórteres, como Kevin Corke, Jeannie Ohm e Don Teague, a maior da história da emissora.
Com a morte súbita do influente apresentador Tim Russert do programa Meet the Press em junho de 2008, Tom Brokaw assumiu temporariamente, e em 14 de dezembro de 2008, David Gregory tornou-se o novo moderador, permanecendo até 14 de agosto de 2014, quando Chuck Todd foi anunciado como moderador a partir de 7 de setembro de 2014.
Em 2009, a NBC liderava a audiência em programas de notícias matinais, noturnos e de entrevistas dominicais. A possibilidade de compartilhar custos e receitas de publicidade e assinaturas com a MSNBC tornou a divisão mais lucrativa que suas concorrentes.
Em 27 de março de 2012, a NBC News transmitiu um trecho editado de uma chamada de emergência feita por George Zimmerman antes de ele matar Trayvon Martin, dando a impressão de que Zimmerman teria voluntariamente informado que Martin era negro, em vez de apenas responder à pergunta do atendente, o que reforçaria a interpretação de que o crime teve motivação racial. A emissora recebeu críticas e se desculpou publicamente.
Em 13 de dezembro de 2012, o repórter Richard Engel e sua equipe foram sequestrados na Síria e libertados cinco dias depois. Inicialmente, a NBC informou que o sequestro fora obra de um grupo leal a Bashar al-Assad, mas investigações posteriores sugeriram que provavelmente foi cometido por uma facção sunita ligada ao Exército Livre Sírio.
Em 2013, John Lapinski assumiu o cargo de Diretor de Eleições, substituindo Sheldon Gawiser. Em 2015, a equipe responsável pela análise e apuração das eleições passou a contar com seu primeiro espaço fixo no 30 Rockefeller.
A NBC News foi a primeira a ter acesso à gravação de Donald Trump feita pelo programa Access Hollywood, depois que um produtor do programa informou sobre a fita. A equipe da NBC discutiu internamente por três dias se deveria publicar o conteúdo. Em seguida, uma fonte não identificada forneceu uma cópia da gravação ao repórter do The Washington Post, David Fahrenthold, que contatou a NBC para comentários, avisou a campanha de Trump sobre a existência do vídeo, confirmou sua autenticidade e publicou a matéria junto com a gravação, antecipando-se à NBC. Avisada de que o Post poderia divulgar a história imediatamente, a NBC News publicou sua própria reportagem logo após a matéria do jornal.
Em 29 de novembro de 2017, a NBC News anunciou a demissão de Matt Lauer após uma funcionária não identificada relatar que Lauer a havia assediado sexualmente durante os Jogos Olímpicos de Inverno de 2014 em Sochi, na Rússia, e que o assédio continuou após o retorno a Nova York. A direção da NBC afirmou que sabia que The New York Times e Variety realizavam investigações independentes sobre o comportamento de Lauer, mas que desconhecia denúncias anteriores.  A ex-correspondente da NBC Linda Vester contestou, afirmando que "todos sabiam" que Lauer representava perigo. Segundo Ronan Farrow, múltiplas fontes afirmaram que a NBC não apenas estava ciente do comportamento de Lauer, mas que Harvey Weinstein teria usado essa informação para pressionar a emissora a não publicar uma matéria sobre seus próprios casos de assédio. A Variety relatou acusações de pelo menos dez colegas atuais e antigos de Lauer. Novas denúncias vieram à tona nos dias seguintes.
O presidente da NBC News, Noah Oppenheim, sugeriu investigar alegações de assédio sexual envolvendo Harvey Weinstein após Ronan Farrow propor uma apuração sobre casos em Hollywood. Após 10 meses de investigação, a NBC decidiu não publicar a matéria, que acabou saindo semanas depois na New Yorker Magazine, praticamente sem alterações. Uma reportagem semelhante havia sido publicada dias antes pelo The New York Times. A emissora alegou que a apuração ainda carecia de elementos essenciais, mas Farrow contestou, afirmando que havia várias acusadoras dispostas a se manifestar e que a versão publicada era quase idêntica à rejeitada pela NBC. A matéria ganhou o Prêmio Pulitzer de Serviço Público em abril de 2018. Um ex-executivo afirmou que a reportagem foi descartada porque a NBC já conhecia casos de assédio de Matt Lauer; segundo Farrow, Weinstein teria ameaçado expor Lauer para impedir a publicação.
Em março de 2024, a NBC News anunciou a contratação de Ronna McDaniel, ex-presidente do Comitê Nacional Republicano (RNC) de 2017 a 2024. A decisão gerou polêmica devido ao seu apoio a Donald Trump e às alegações falsas de fraude eleitoral em 2020. Durante entrevista no Meet the Press, McDaniel reconheceu que Biden venceu "de forma justa" e condenou a violência política. Sobre sua gestão no RNC, afirmou: "Quando você é presidente do RNC, meio que leva por todo o time. Agora posso ser um pouco mais eu mesma". Após dois dias de protestos ao vivo de apresentadores do Meet the Press e âncoras da MSNBC, incluindo Rachel Maddow, Mika Brzezinski, Joe Scarborough e Nicolle Wallace, a NBC anunciou em 26 de março que não iria contratar McDaniel.
Em 31 de janeiro de 2025, um memorando do Departamento de Defesa dos Estados Unidos anunciou que a NBC News precisaria desocupar seu espaço histórico no Corredor dos Correspondentes do Pentágono, como parte do novo Programa Anual de Rotação de Mídia para a imprensa do Pentágono. Em comunicado, a NBC News afirmou: "Estamos desapontados com a decisão de nos negar o acesso a uma cabine de transmissão no Pentágono que usamos por muitas décadas".

## Programação

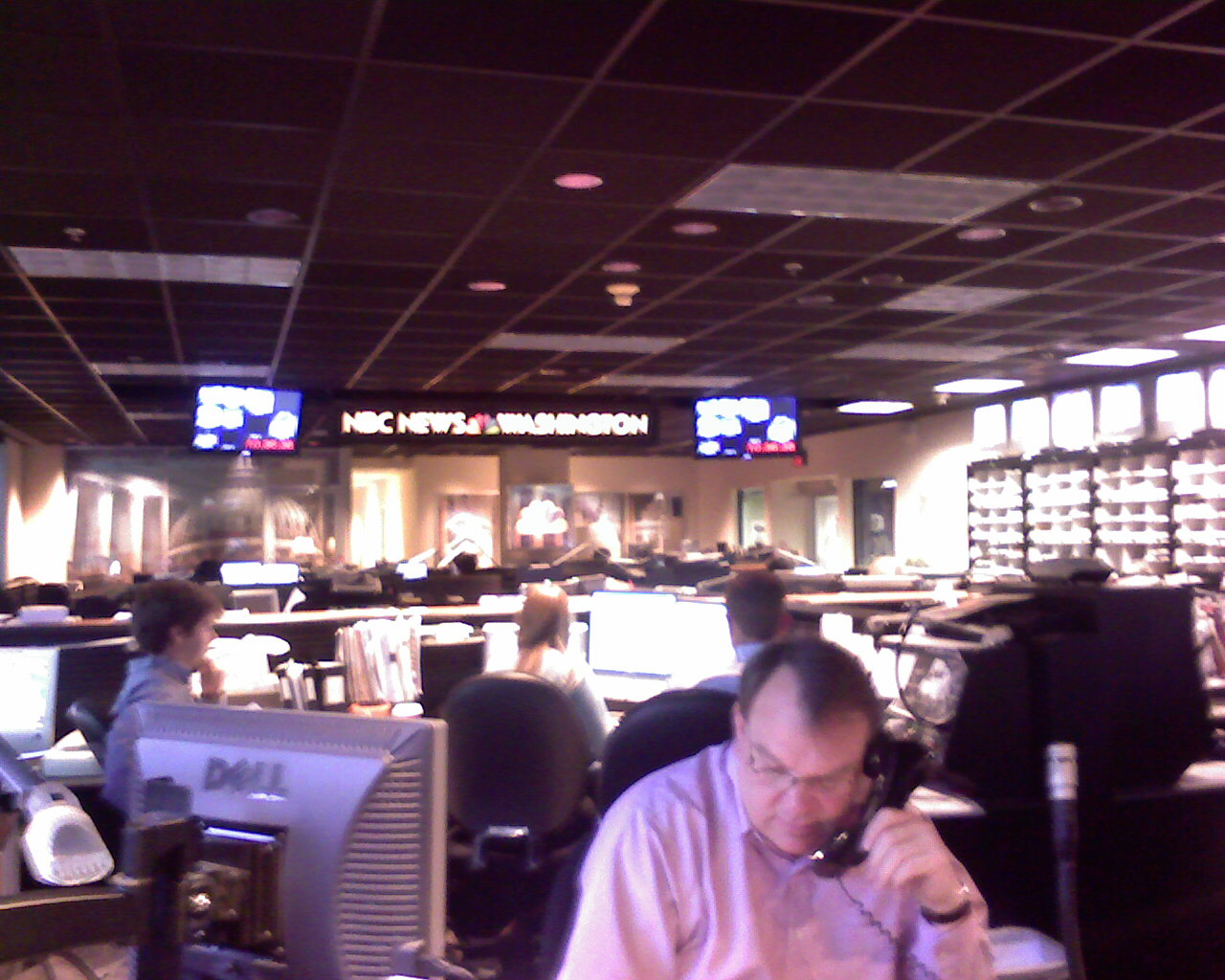
Redação da NBC News em Washington, 2007

### Programas da NBC News
- Meet the Press (desde 1947)
- Today (desde 1952)
- Today 3rd Hour (desde 2018)
- NBC News Daily (desde 2022, horário das 13h compartilhado com NBC News Now)
- NBC Nightly News (desde 1970)
- Saturday Today (desde 1992, compartilhado com NBC News Now)
- Dateline NBC (desde 1992)
- Early Today (1982–1983; desde 1999, compartilhado com NBC News Now)
- Today with Jenna & Friends (desde 2025)
- Sunday Today with Willie Geist (desde 2016, compartilhado com NBC News Now)

### Programas da NBC News Now
- Meet the Press Now (desde 2022; transferido do MSNBC)
- Morning News Now (desde 2022)
- Hallie Jackson Now (desde 2021)
- NBC News Daily (desde 2021, horário das 13h compartilhado com a NBC)
- Top Story with Tom Llamas (desde 2021)
- Stay Tuned Now with Gadi Schwartz (desde 2023)